# Khunta et Sixko
Khunta et Sixko est un ancien groupe de zouglou ivoirien, originaire de Bouaké, autrefois composé de Khunta et Sixko, tous deux au chant. Après le décès de Khunta en 2006, Sixko annonce son retrait de la scène musicale avant de faire carrière seul depuis 2022.

## Histoire
Issue des quartiers populaires de la ville Bouaké, au centre de la Côte d'Ivoire, les deux membres du groupe se rencontrent dans les années 1990 et décident de former le duo Khunta et Sixko. Le duo se fait connaitre[Où ?] dans les années 2000 par des titres tels que L'Enfant guerrier, titre éponyme d'un de leurs albums, Djasso et Moulekosson. Le groupe a trois albums à son actif. L'Enfant guerrier est populaire en Côte d'Ivoire. Elle dénonce le grand banditisme et appelle la jeunesse au travail. 
Le 24 décembre 2006, Khunta le second membre décède des suites d'une longue maladie. Sa disparition paralyse l'ascension du groupe. À la suite de ce drame, Sixko se retire de la scène musicale pendant des années avant d'annoncer son retour en 2022. Le groupe Khunta et Sixko n'existe plus. Sixko fait désormais carrière seul.

## Discographie

### Singles
- L'Enfant guerrier
- Djasso